# Coulommiers-la-Tour
Coulommiers-la-Tour – miejscowość i gmina we Francji, w Regionie Centralnym, w departamencie Loir-et-Cher.
Według danych na rok 1990 gminę zamieszkiwało 455 osób, a gęstość zaludnienia wynosiła 38 osób/km² (wśród 1842 gmin Regionu Centralnego Coulommiers-la-Tour plasuje się na 714. miejscu pod względem liczby ludności, natomiast pod względem powierzchni na miejscu 1046.).